# Chouakhevi
Chouakhevi (en géorgien : შუახევი) est une ville d'Adjarie, en Géorgie.

## Géographie
Elle est située à 420 mètres d'altitude et à 67 km de Batoumi.

## Démographie
Sa population atteint 980 personnes en 2002 et 797 personnes en 2014, majoritairement Géorgiens ; il s'agit de l'une des villes les moins peuplées d'Adjarie.

## Industrie
La construction d'un barrage hydroélectrique commence en 2013 et doit se terminer en 2017 : il soulève des manifestations de la part de la population, notamment en 2014, par crainte des glissements de terrain. Il doit délivrer une quantité d'énergie de 450 gigawatt-heure.

## Architecture
Outre les bâtiments administratifs, sanitaires, culturels et éducatifs, des petits commerces, quelques monuments du Moyen-Âge subsistent toujours comme la vieille prison.

## Personnalités liées
- Mzia Amaglobeli, journaliste indépendante emprisonnée en 2025, y est née